# William Wycherley

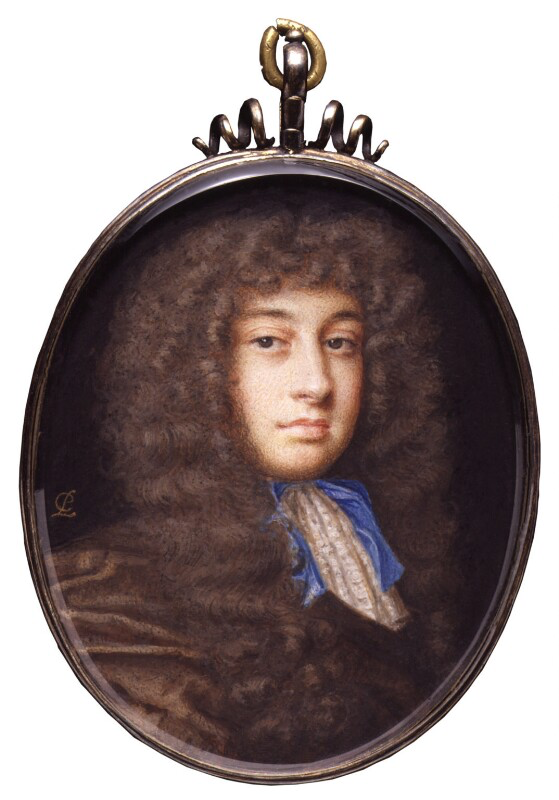
William Wycherley w 1675 roku

William Wycherley (ur. 1640, zm. 31 grudnia 1715) – angielski komediopisarz.

## Życie

### Młodość
Urodził się w 1640 roku w starej rodzinie ziemiańskiej w Clive koło Shrewsbury. Gdy miał piętnaście lat ojciec, przekonany rojalista, wysłał go na studia do Francji, chcąc go uchronić przed wpływami republikańskiej edukacji. Młody chłopak znalazł się w kolegium jezuitów a Angoulême. Przedstawiony Julii d'Angennes, najstarszej córce madame Rambouillet, która na zamku w Angoulême utworzyła salon literacki, znalazł się szybko pod jej wpływem. Julia, która nazywała młodego WIlla: mon petit hugeunot, po kilku latach nawróciła swego podopiecznego na katolicyzm. Wprowadziła go w towarzystwo i zapoznała ze zdobyczami francuskiej kultury. W 1660 roku ojciec wezwał go z powrotem do Anglii. Na jego życzenie porzucił katolicyzm i podjął studia prawnicze na Oksfordzie. W tym czasie dołączył do grupy nadających ton miastu: Rochestera, Etherege'a i Sedleya. W 1664 uczestniczył najprawdopodobniej w misji dyplomatycznej do Hiszpanii. W roku następnym brał udział w wojnie morskiej z Holandią.

### Triumf towarzyski i literacki
Powróciwszy do Londynu zadebiutował w 1671 komedią Miłość pod drzewami (Love in a Wood, or St. James's Park). Sztuka przyniosła mu sławę i względy lady Castelmaine. Młody autor zyskał za jej protekcją prawo do bywania na dworze. Nie opuścił również dotychczasowego towarzystwa w pokoju dowcipnisiów w kawiarni Ben Loga Pod Różą przy Russel Street, gdzie zaprzyjaźnił się z Johnem Dyrdenem i Samuelem Butlerem. Pozostał gentlemanem zajmującym się od czasu do czasu literaturą. W 1672 roku wystawił Gentlemana - nauczyciela tańców (Gentleman Dancing-Master) opartą w części na Maestro de danzar Calderona. Wystawiwszy w 1675 roku Żonę wiejską (The Country Wife) znalazł się u szczytu popularności sławy. Umocnił ją jeszcze wystawionym rok później Weredykiem (The Plain Dealer), utworem łączącym motywy Molierowskiego Mizantropa, Racine'owskich Les Plaideurs i Wieczoru Trzech Króli Szekspira.

### Lata niepowodzeń
Niedługo potem, zwyczajem hulaków, poślubił bogatą wdowę Laetitię Robartes, lady Drogheda. Majątek żony okazał się jednak być zamrożonym w ciągnącym się latami procesie, a jej charakter: brak taktu i zazdrość pozbawiła go kolejno łask króla oraz intratnego stanowiska guwernera siedmioletniego księcia Richmondu, syna jednej z królewskich faworyt. Zazdrość żony zniszczyła kontakty literackie i towarzyskie Wycherleya. Zazdrosna żona pozwalała mężowi wychodzić tylko do tawerny znajdującej się naprzeciw ich mieszkania i siadać przy oknie, tak żeby cały czas mogła widzieć czy nie ma przy nim żadnych kobiet. Proces pochłonął wszystkie jego pieniądze. Ojciec odmówił pomocy i pisarz znalazł się w więzieniu za długi, najpierw w Newgate, a następnie Fleet. Na wolność wyszedł dopiero po wstąpieniu na tron Jakuba II (1685-1688). Król ubawiony jedną z jego komedii, które wciąż były grane, ale za które ich autor nie otrzymywał wynagrodzenia, spłacił jego długi i wyznaczył mu stałą pensję. Z wdzięczności Wycherley powrócił na łono Kościoła katolickiego.

### Schyłek życia
Po wygnaniu króla i śmierci żony, wobec tego, że proces o spadek trwał nadal, Wycherely musiał powrócić na wieś do swego osiemdziesięcioletniego ojca. Dochody z teatru wystarczały na rzadkie wizyty w Londynie, gdzie zajmował honorowe miejsce w kawiarni literatów Willa. Zmiana atmosfery spowodowała, że zaczęto traktować pisarza jako zabytek z minionej przeszłości. Jego sztuki schodziły ze sceny wobec zgorszenia nowej publiczności. Pisarz otrzymał w końcu pewną kwotę ze spadku i dożywocie po ojcu i mógł zamieszkać na stałe w Londynie. Zaprzyjaźnił się pod koniec życia z poetą Aleksandrem Popem. Nękany kolką i kamieniami moczowymi dożył 1715 roku. Przed śmiercią, nie chcąc, by jego renta z majątku ojcowskiego dostała się nielubianym przezeń krewnym, poślubił kilkunastoletnią dziewczynę. Ciało pisarza spoczęło po śmierci w kościele aktorów u św. Pawła przy Covent Garden.
Był jednym z najgłośniejszych satyryków epoki restauracji, wzorującym się w swojej twórczości na Molierze. Drwił w swoich komediach z wad współczesnej mu arystokracji i mieszczaństwa. Jego sztuki są wystawiane do dziś na deskach brytyjskich teatrów. Do najbardziej znanych komedii należy Żona wiejska (1675), której polski przekład znajduje się w antologii Angielska komedia Restauracji (1962) oraz The Plain Dealer (1676).

## Twórczość
- Miłość pod drzewami (Love in a Wood, or St. James's Park, 1671)
- Gentleman - nauczyciel tańców (Gentleman Dancing-Master, 1672)
- Żona wiejska (The Country Wife, 1675)
- Weredyk (The Plain Dealer, 1676)